# Danny Anclais
Danny Anclais (* 1. April 1980 in Stralsund) ist ein ehemaliger deutscher Handballtrainer und Handballspieler.

## Vereinslaufbahn
Der 1,85 Meter große Rechtsaußen spielte beim TSV 1860 Stralsund und beim SV Warnemünde, bevor er 1999 zum Zweitligisten Stralsunder HV kam. 2007 wechselte er zum Erstligisten TuS N-Lübbecke. Mit den Ostwestfalen stieg er jedoch ein Jahr später wieder in die zweite Liga ab. Im Februar 2009 verließ Anclais Nettelstedt und spielte bis Juli 2012 beim SV Post Schwerin.

## Trainerlaufbahn
In der Saison 2012/13 war Danny Anclais Jugendtrainer beim HC Empor Rostock. Zur Saison 2013/14 kehrte er zum Stralsunder HV zurück, wo er zunächst als Co-Trainer tätig war und im Januar 2015 das Traineramt von Norbert Henke übernahm. Nachdem er mit dem Stralsunder HV in der Saison 2015/2016 nur einen Abstiegsrand belegte, beendeten er und der Verein die Zusammenarbeit. Anschließend übernahm Anclais das Traineramt des SV Mecklenburg Schwerin, den er bis Juli 2017 trainierte.

## Privates
Seit 2017 ist Danny Anclais Geschäftsführer eines Unternehmens.